# Janvier 1980

## Événements
- Reprise de la guerre civile au Tchad[1].

- L’Administration des États-Unis présente un budget expansionniste, puis en mars annonce vouloir l’équilibrer pour 1981. Cette politique paraît provoquer une récession (été). Paul Volcker renonce à imposer une politique monétaire trop sévère à Jimmy Carter, qui annonce un programme destiné à revitaliser l’économie par des mesures fiscales. Le dollar rechute et l’inflation repart. Une nouvelle hausse des taux d’intérêts doit être imposée (20 % en décembre).

- 2 janvier : grève des ouvriers de la British Steel au Royaume-Uni.
- 3 janvier : sixième gouvernement constitutionnel de Francisco Sá Carneiro au Portugal.
- 4 janvier : début de l'embargo céréalier contre l'URSS.
- 6 janvier : succès d'Indira Gandhi aux élections indiennes.
- 9 janvier : Andrei Sakharov, qui a appelé au boycott des Jeux olympiques de Moscou en signe de refus de l’invasion de l'Afghanistan est assigné à résidence à Gorki (fin en 1986).

- 13 janvier : 
  - au Togo, proclamation officielle de la IIIe République.
  - Formule 1 : Grand Prix automobile d'Argentine. Alain Prost termine sixième de son premier Grand Prix sur une McLaren Cosworth.

- 14 janvier : victoire du parti du Congrès (42,7 %) sur le Janata (19 %) aux élections. Indira Gandhi reprend le pouvoir en Inde (fin en 1984). Après sa défaite, la coalition du Janata Party se disloque : Les nationalistes hindous créent le Bharatiya Janata Party (BJP, parti du Peuple indien).
- 25 janvier : élection présidentielle en Iran.
- 26 janvier - 3 février : événements de Gafsa en Tunisie.
- 27 janvier, (Formule 1) : Grand Prix automobile du Brésil.

## Naissances
- 1er janvier : 
  - Olivia Ruiz, chanteuse française.
  - Jennifer Lauret, actrice française.
- 2 janvier : Kemi Badenoch, femme politique britannique d'origine nigérian.
- 4 janvier : Cüneyt Vicil, footballeur en salle belgo-turc.
- 8 janvier : Lucia Recchia, skieuse italienne.
- 13 janvier : Wolfgang Loitzl, sauteur à ski autrichien.
- 16 janvier : Seydou Keita, footballeur malien
- 17 janvier : Zooey Deschanel, actrice, chanteuse, auteure-compositrice et musicienne américaine
- 19 janvier : 
  - Luke MacFarlane, acteur et musicien canadien.
  - Jenson Button, pilote  de Formule 1, champion du monde en 2009.
- 20 janvier : 
  - Matthew Tuck, chanteur et guitariste de Bullet for My Valentine.
  - Maeva Méline, chanteuse française.
- 21 janvier : Björn Landberg, acteur et chanteur allemand.
- 25 janvier : 
  - Michelle McCool, catcheuse professionnelle de la WWE.
  - Xavi Hernandez, joueur de football espagnol.
- 27 janvier : Marat Safin, joueur de tennis russe.
- 28 janvier : Nick Carter, chanteur américain.
- 30 janvier : Kaaris, rappeur français.
- 31 janvier : K. Maro, chanteur libano-canadien

## Décès
- 3 janvier : Lucien Buysse, coureur cycliste belge (° 11 septembre 1892).
- 4 janvier : Joy Adamson, écrivain et naturaliste américain.
- 6 janvier : Nicanor Villalta, matador espagnol (° 20 novembre 1897 ou 10 décembre 1899 selon les biographes).
- 7 janvier : Sarah Selby, actrice américaine (° 30 août 1905).
- 18 janvier : Cecil Beaton, photographe et designer britannique.